# Francesco Sonis
Pour les articles homonymes, voir Sonis.
Francesco Sonis est un joueur d'échecs italien né le 29 avril 2002 à Oristano, grand maître international depuis 2021.
Au 1er décembre 2022, Sonis est le troisième joueur italien avec un classement Elo de 2 558 points.

## Biographie et carrière
Francesco Sonis remporta la médaille d'or au championnat d'Europe des moins de 16 ans en 2018 à Riga en Lettonie.
En 2020, il gagna la médaille de bronze au  championnat du monde des moins de 18 ans disputé en ligne (sur internet).
Il a le titre de grand maître international depuis 2021.
il devient champion d'Italie en 2024

### Compétitions par équipe
Francesco  Sonis a représenté l'Italie lors de la Coupe Mitropa en 2017, 2019, 2021 et 2022, remportant la médaille d'or par équipe avec l'Italie en 2021.
Il participa au championnat d'Europe d'échecs des nations en 2019 (échiquier de réserve) et 2021 (au troisième échiquier).
En 2022, il marqua 5 points sur 9  au quatrième échiquier lors de l'Olympiade d'échecs de 2022 et l'Italie finit 47e de la compétition. En 2024 il est de nouveau au quatrième échiquier de l'équipe d'Italie, où il score 4/7. L'Italie est 43e de cette Olympiade.